# Huaceae
Huaceae é uma pequena família de plantas com flor da ordem Oxalidales, da qual é o grupo basal, com apenas dois géneros que são endemismos das regiões tropicais do centro e oeste da África.

## Descrição
As espécies que integram a família Huaceae são plantas lenhosas perenifólias com hábito que varia de  pequenas árvores (mesofanerófitos), a arbustos ou lianas. São plantas que cheiram fortemente a alho. As folhas são de filotaxia alternada, em duas fileiras, com pecíolo curto. A folhas apresentam lâmina foliar simples, inteira, com margem lisa. Os estômatos são paracíticos. As estípulas caem cedo, sendo pequenas em Hua e ligeiramente maiores em Afrostyrax.
As flores são pequenas, inconspícuas, actinomorfas (com simetria radial) e hermafroditas, pentâmeras ou raramente tetrâmeras. Agrupam-se em inflorescências axilares, com poucas flores cada, ocorrendo por vezes isoladas. As (4)-5 pétalas são recobertas por tricomas densos, conferindo-lhes um aspecto hirsuto. As flores têm dois verticilos, cada um com quatro ou cinco estames livres e férteis. O ovário é súpero com 5 carpelos fundidos. O estilete é curto e termina num pequeno estigma.
O fruto é uma cápsula (em Hua) ou uma drupa (em Afrostyrax), mas em qualquer dos casos contém apenas uma semente de grandes dimensões. O embrião é bem desenvolvido, com dois cotilédones amplos e achatados.

### Distribuição
A família é endémica das florestas tropicais húmidas da África Ocidental e Central.

### Usos
Todas as espécies desta família são usadas nas regiões da África onde ocorrem para preparar temperos, devido ao seu acentuado sabor a alho. Para preparação dessas especiarias é utilizada a casca dos ramos da planta. No caso da espécie Hua gabonii são também utilizadas as folhas e as sementes. No caso de Afrostyrax lepidophyllus, as raízes são usadas para temperar molhos. A casca destas espécies também é usada na medicina tradicional.

## Filogenia e sistemática
A família Huaceae foi proposta em 1947 por Auguste Jean Baptiste Chevalier numa publicação inserida na Revue international de botanique appliquée et d'agriculture tropicale, 27, p. 28. O género tipo é Hua Pierre ex De Wild..
A posição das Huaceae no contexto das Magnoliopsida tem tido um posicionamento filogenético e sistemático difícil e foi objecto de longa controvérsia, já que a morfologia do grupo não permitia determinar sinapomorfias seguras. A família esteve integrada na ordem Malvales (por exemplo, nas obras de Pieter Baas (1972) ou Armen Takhtajan (1997)) ou Violales (por Arthur John Cronquist (1981)) ou colocada em incertae sedis (pelos sistemas APG I e APG II). Em consequência, durante muito tempo foi classificada sucessivamente como parte das ordens Malpighiales, Malvales e Violales, ou em alternativa colocada numa ordem autónoma, as Huales.
O advento das técnicas de da genética molecular permitiram colocar a família Huaceae claramente como parte do clado das rosídeas, determinando-se que a família é o grupo irmão das restantes Oxalidales. O aprofundamento dos conhecimentos no campo da filogenética molecular levou a que o sistema APG II colocasse a família no clado das fabídeas, tendo depois o sistema APG III (de 2009) e APG IV (de 2016) completado a sua integração na ordem Oxalidales.

### Filogenia
A posição da família Huaceae no contexto da filogenia da ordem Oxalidales, conforme determinada pelo Angiosperm Phylogeny Group, é a seguinte:
|  | Connaraceae |
|  |             |
|  | Oxalidaceae |
|  |             |

|  | \| \| Brunelliaceae \| \| \| \| \| \| Cephalotaceae \| \| \| \| |
|  |                                                                 |
|  | Elaeocarpaceae                                                  |
|  |                                                                 |
|  | Brunelliaceae                                                   |
|  |                                                                 |
|  | Cephalotaceae                                                   |
|  |                                                                 |

|  | Brunelliaceae |
|  |               |
|  | Cephalotaceae |
|  |               |

|  | \| \| Brunelliaceae \| \| \| \| \| \| Cephalotaceae \| \| \| \| |
|  |                                                                 |
|  | Elaeocarpaceae                                                  |
|  |                                                                 |
|  | Brunelliaceae                                                   |
|  |                                                                 |
|  | Cephalotaceae                                                   |
|  |                                                                 |

|  | Brunelliaceae |
|  |               |
|  | Cephalotaceae |
|  |               |

|  | Connaraceae |
|  |             |
|  | Oxalidaceae |
|  |             |

|  | \| \| Brunelliaceae \| \| \| \| \| \| Cephalotaceae \| \| \| \| |
|  |                                                                 |
|  | Elaeocarpaceae                                                  |
|  |                                                                 |
|  | Brunelliaceae                                                   |
|  |                                                                 |
|  | Cephalotaceae                                                   |
|  |                                                                 |

|  | Brunelliaceae |
|  |               |
|  | Cephalotaceae |
|  |               |

|  | \| \| Brunelliaceae \| \| \| \| \| \| Cephalotaceae \| \| \| \| |
|  |                                                                 |
|  | Elaeocarpaceae                                                  |
|  |                                                                 |
|  | Brunelliaceae                                                   |
|  |                                                                 |
|  | Cephalotaceae                                                   |
|  |                                                                 |

|  | Brunelliaceae |
|  |               |
|  | Cephalotaceae |
|  |               |

|  | Connaraceae |
|  |             |
|  | Oxalidaceae |
|  |             |

|  | \| \| Brunelliaceae \| \| \| \| \| \| Cephalotaceae \| \| \| \| |
|  |                                                                 |
|  | Elaeocarpaceae                                                  |
|  |                                                                 |
|  | Brunelliaceae                                                   |
|  |                                                                 |
|  | Cephalotaceae                                                   |
|  |                                                                 |

|  | Brunelliaceae |
|  |               |
|  | Cephalotaceae |
|  |               |

|  | \| \| Brunelliaceae \| \| \| \| \| \| Cephalotaceae \| \| \| \| |
|  |                                                                 |
|  | Elaeocarpaceae                                                  |
|  |                                                                 |
|  | Brunelliaceae                                                   |
|  |                                                                 |
|  | Cephalotaceae                                                   |
|  |                                                                 |

|  | Brunelliaceae |
|  |               |
|  | Cephalotaceae |
|  |               |

|  | Connaraceae |
|  |             |
|  | Oxalidaceae |
|  |             |

|  | \| \| Brunelliaceae \| \| \| \| \| \| Cephalotaceae \| \| \| \| |
|  |                                                                 |
|  | Elaeocarpaceae                                                  |
|  |                                                                 |
|  | Brunelliaceae                                                   |
|  |                                                                 |
|  | Cephalotaceae                                                   |
|  |                                                                 |

|  | Brunelliaceae |
|  |               |
|  | Cephalotaceae |
|  |               |

|  | \| \| Brunelliaceae \| \| \| \| \| \| Cephalotaceae \| \| \| \| |
|  |                                                                 |
|  | Elaeocarpaceae                                                  |
|  |                                                                 |
|  | Brunelliaceae                                                   |
|  |                                                                 |
|  | Cephalotaceae                                                   |
|  |                                                                 |

|  | Brunelliaceae |
|  |               |
|  | Cephalotaceae |
|  |               |

|  | Connaraceae |
|  |             |
|  | Oxalidaceae |
|  |             |

|  | \| \| Brunelliaceae \| \| \| \| \| \| Cephalotaceae \| \| \| \| |
|  |                                                                 |
|  | Elaeocarpaceae                                                  |
|  |                                                                 |
|  | Brunelliaceae                                                   |
|  |                                                                 |
|  | Cephalotaceae                                                   |
|  |                                                                 |

|  | Brunelliaceae |
|  |               |
|  | Cephalotaceae |
|  |               |

|  | \| \| Brunelliaceae \| \| \| \| \| \| Cephalotaceae \| \| \| \| |
|  |                                                                 |
|  | Elaeocarpaceae                                                  |
|  |                                                                 |
|  | Brunelliaceae                                                   |
|  |                                                                 |
|  | Cephalotaceae                                                   |
|  |                                                                 |

|  | Brunelliaceae |
|  |               |
|  | Cephalotaceae |
|  |               |

|  | Connaraceae |
|  |             |
|  | Oxalidaceae |
|  |             |

|  | \| \| Brunelliaceae \| \| \| \| \| \| Cephalotaceae \| \| \| \| |
|  |                                                                 |
|  | Elaeocarpaceae                                                  |
|  |                                                                 |
|  | Brunelliaceae                                                   |
|  |                                                                 |
|  | Cephalotaceae                                                   |
|  |                                                                 |

|  | Brunelliaceae |
|  |               |
|  | Cephalotaceae |
|  |               |

|  | \| \| Brunelliaceae \| \| \| \| \| \| Cephalotaceae \| \| \| \| |
|  |                                                                 |
|  | Elaeocarpaceae                                                  |
|  |                                                                 |
|  | Brunelliaceae                                                   |
|  |                                                                 |
|  | Cephalotaceae                                                   |
|  |                                                                 |

|  | Brunelliaceae |
|  |               |
|  | Cephalotaceae |
|  |               |

|  | Connaraceae |
|  |             |
|  | Oxalidaceae |
|  |             |

|  | \| \| Brunelliaceae \| \| \| \| \| \| Cephalotaceae \| \| \| \| |
|  |                                                                 |
|  | Elaeocarpaceae                                                  |
|  |                                                                 |
|  | Brunelliaceae                                                   |
|  |                                                                 |
|  | Cephalotaceae                                                   |
|  |                                                                 |

|  | Brunelliaceae |
|  |               |
|  | Cephalotaceae |
|  |               |

|  | \| \| Brunelliaceae \| \| \| \| \| \| Cephalotaceae \| \| \| \| |
|  |                                                                 |
|  | Elaeocarpaceae                                                  |
|  |                                                                 |
|  | Brunelliaceae                                                   |
|  |                                                                 |
|  | Cephalotaceae                                                   |
|  |                                                                 |

|  | Brunelliaceae |
|  |               |
|  | Cephalotaceae |
|  |               |

|  | Connaraceae |
|  |             |
|  | Oxalidaceae |
|  |             |

|  | \| \| Brunelliaceae \| \| \| \| \| \| Cephalotaceae \| \| \| \| |
|  |                                                                 |
|  | Elaeocarpaceae                                                  |
|  |                                                                 |
|  | Brunelliaceae                                                   |
|  |                                                                 |
|  | Cephalotaceae                                                   |
|  |                                                                 |

|  | Brunelliaceae |
|  |               |
|  | Cephalotaceae |
|  |               |

|  | \| \| Brunelliaceae \| \| \| \| \| \| Cephalotaceae \| \| \| \| |
|  |                                                                 |
|  | Elaeocarpaceae                                                  |
|  |                                                                 |
|  | Brunelliaceae                                                   |
|  |                                                                 |
|  | Cephalotaceae                                                   |
|  |                                                                 |

|  | Brunelliaceae |
|  |               |
|  | Cephalotaceae |
|  |               |

### Sistemática
A família Huaceae contém 4 espécies distribuídas pelos seguintes 2 géneros:
- Afrostyrax Perkins & Gilg: o fruto é uma drupa:
  - Afrostyrax lepidophyllus Mildbr.: ocorre nos Camarões, Gabão e Gana. Esta espécie está ameaçada devido à perda de habitat.
  - Afrostyrax  kamerunensis Perkins & Gilg
- Hua Pierre ex De Wild.: o fruto é uma cápsula:
  - Hua gabonii Pierre ex De Wild.: com distribuição nas florestas do Gabão e Zaire.[8]